# 武氏花
武氏花（2003年11月6日—），越南女子足球运动员，司职前锋，目前效力于河内I女子足球俱乐部和越南国家女子足球队。她曾代表越南参加2023年国际足联女子世界杯。